# Rhinotia venusta
Rhinotia venusta is een keversoort uit de familie Belidae. De wetenschappelijke naam van de soort is voor het eerst geldig gepubliceerd in 1872 door Pascoe.